# Joaquim Pimenta de Castro

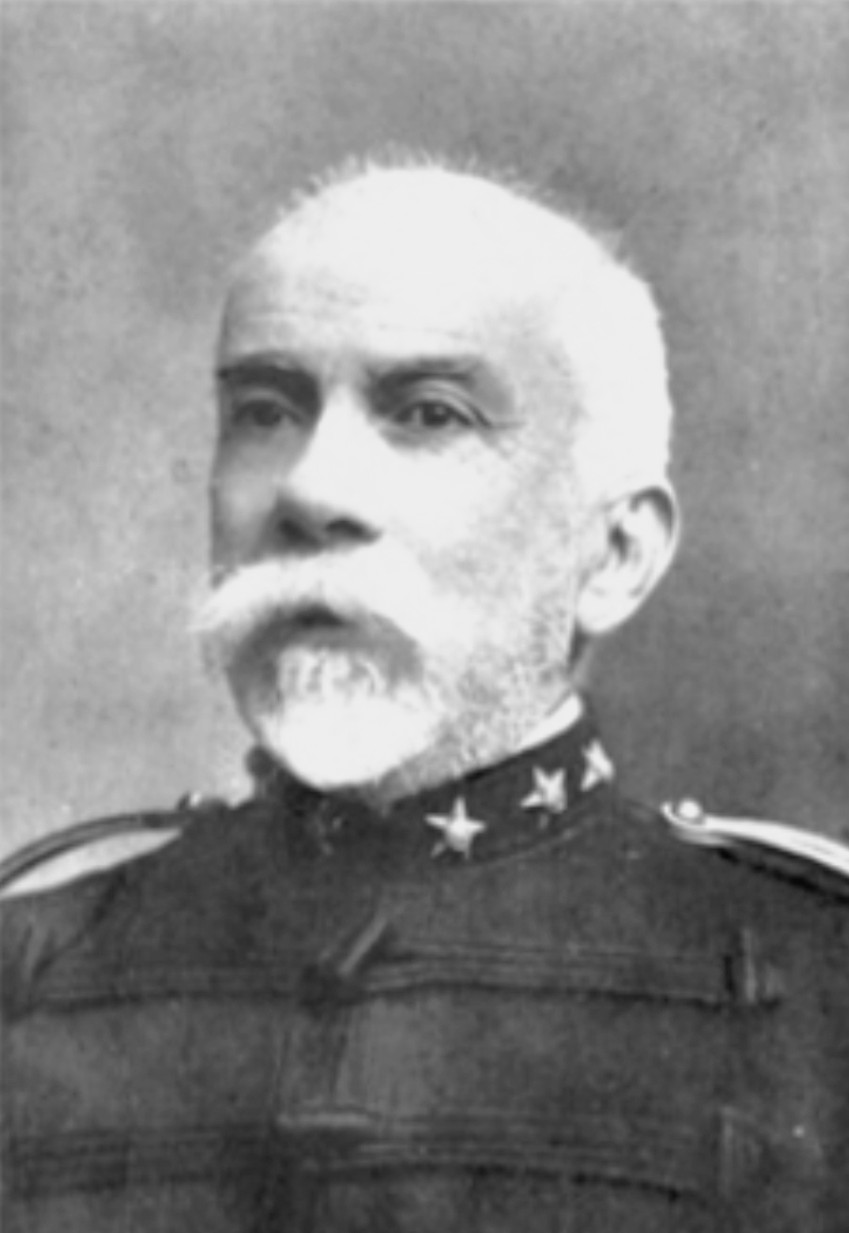
General Joaquim Pimenta de Castro

Joaquim Pereira Pimenta de Castro (* 5. November 1846 in Monção; † 14. Mai 1918 in Lissabon) war ein portugiesischer General und Politiker. 1915 war er kurzzeitig Premierminister und Außenminister Portugals.

## Leben
Pimenta de Castro studierte Mathematik an der Universität in Coimbra und schlug die Offizierslaufbahn in der portugiesischen Armee ein. 1908 wurde er Kommandant des dritten Militärbezirks im Norden des Landes (Gebiet Porto). Nachdem 1910 die Republik ausgerufen wurde, trat er 1911 in die erste Regierung nach der neuen Verfassung unter João Chagas als Kriegsminister ein. In seine Zeit als Kriegsminister fiel ein erster Aufstand monarchistischer Truppenteile im Norden des Landes, geführt von Hauptmann de Paiva Couceiro. Castro wurde vorgeworfen, er habe nicht genug gegen die Vorbereitungen dieses Aufstandes unternommen, deshalb musste er schließlich zurücktreten.
Das Jahr 1915 war ein Krisenjahr für die Erste Republik. Besonders die Diskussion, ob Portugal an der Seite der Entente-Mächte in den Ersten Weltkrieg eintreten sollte, erhitzte die Gemüter. Ministerpräsident Victor Hugo de Azevedo Coutinho von der Demokratischen Partei hatte zwar die Parlamentswahlen von Ende 1914 gewonnen, wurde aber allgemein als schwach angesehen („die Elenden des Victor Hugo“), hinter ihm stand der Vorsitzende der Demokraten, Afonso Costa, als alles bestimmender Politiker. Auch gab es Vorwürfe, die Demokraten hätten die Ergebnisse der Wahlen von 1914 verfälscht. Besonders kritisiert wurde der militante Antiklerikalismus von Teilen der Demokratischen Partei.
Die Gegner der Demokraten, oder besser gesagt von Afonso Costa, der inzwischen, nachdem seine innerparteilichen Gegner die Partei 1912 verlassen hatten, ihr unumstrittener Führer war, schlossen sich nun zusammen, um die, wie sie es sahen, Alleinherrschaft der Partei zu brechen. Zu diesen Gegnern gehörte inzwischen auch Präsident Manuel de Arriaga, der, obwohl selbst aus der Demokratischen Partei stammend, inzwischen in einen Machtkampf gegen Afonso Costa verwickelt war.
Castro wurde einer der Führer des konservativen Teils der Armeeführung, der in Gegnerschaft zu Afonso Costa stand. Er führte am 25. Januar 1915 einen Militärputsch an, mit dem das gerade erst gewählte Parlament aufgelöst wurde. Drei Tage später, am 28. Januar, ernannte ihn Präsident de Arriage zum neuen Regierungschef. Er bildete eine Regierung, die vornehmlich aus Militärs bestand.
Die Regierung Castro stützte sich auf zwei kleinere Parteien, die sich 1912 von den Demokraten abgespalten hatten, die Evolutionisten und die Unionisten, und besonders auf den konservativen Teil des Offizierscorps. Castro regierte mit vom Präsidenten gegengezeichneten Dekretverordnungen. Da seine Regierung sich besonders auf die Stärke des Militärs stützte, wurde sie von ihren Gegnern auch als „Diktatur der Schwerter“ (Ditadura das Espadas) bezeichnet. Die von der Regierung Castro durchgeführte Politik stand in scharfem Gegensatz zu der Politik seiner Vorgängerregierungen und den Vorstellungen von Afonso Costa. So wurden die Verhandlungen mit den Entente-Mächten über einen Eintritt Portugals in den Ersten Weltkrieg beendet, gleichfalls die antiklerikale Politik, die inzwischen in eine regelrechte Kirchenverfolgung ausgeartet war.
Am 14. Mai 1915 schlugen die Demokraten dann schließlich zurück. Es kam zu einem erneuten Militärputsch, diesmal getragen von Offizieren, die der Demokratischen Partei nahestanden. Durch diesen Putsch wurde die „Diktatur der Schwerter“ beendet, eine Militärjunta übernahm vorübergehend die Macht, bis die parlamentarische Regierungsform wiederhergestellt wurde. Präsident de Arriaga, der ja die Regierung Castro unterstützt hatte, wurde wenige Tage später (am 26. Mai) ebenfalls zum Rücktritt gezwungen.

## Familie
Sohn von Joaquim Pimenta de Castro war Gonçalo Pereira Pimenta de Castro, Gouverneur von Portugiesisch-Timor.